# Glee: Het Begin
Glee: Het Begin is een roman van Sophia Lowell uit 2010. Het boek is gebaseerd op het verhaal van de televisieserie Glee en vertelt het verhaal voorafgaand aan de serie. Het oorspronkelijk Engelstalige boek werd vertaald door Henriëtte Albregts.

## Verhaallijn
Rachel Berry neemt de rol van het lezen van de ochtendmededelingen over in een poging om indruk te maken op haar medeleerlingen. Finn Hudson is zeer verbaasd over haar zangstem. Noah Puckerman en Quinn Fabray hebben een geheime affaire, terwijl Tina Cohen-Chang, Artie Abrams, Mercedes Jones en Kurt Hummel zich proberen voor te bereiden op een optreden op het 'Fall Music Recital'. Santana en Brittany zijn niet onder de indruk van hun zang en dans.

## Personages die ook in de serie voorkomen
- Artie Abrams
- Brittany Pierce
- Emma Pillsbury
- Finn Hudson
- Hiram Berry
- Kurt Hummel
- Mercedes Jones
- Noah Puckerman
- Principal Figgins
- Quinn Fabray
- Rachel Berry
- Santana Lopez
- Sue Sylvester
- Tina Cohen-Chang
- Will Schuester